# Gord Wappel
Gordon Alexander „Gord“ Wappel (* 26. Juli 1958 in Regina, Saskatchewan) ist ein ehemaliger kanadischer Eishockeyspieler, der im Verlauf seiner aktiven Karriere zwischen 1975 und 1983 unter anderem 22 Spiele für die Atlanta Flames bzw. Calgary Flames in der National Hockey League (NHL) auf der Position des Verteidigers bestritten hat. Den Großteil seiner aktiven Laufbahn verbrachte Wappel in der Central Hockey League (CHL), wo er annähernd 300 Partien absolvierte und im Jahr 1980 die Bob Gassoff Trophy erhielt.

## Karriere
Wappel verbrachte seine Juniorenzeit zwischen 1973 und 1978 komplett in seiner Geburtsstadt Regina. Dort war der Verteidiger zunächst von 1973 bis 1975 für die Regina Pat Blues in der Saskatchewan Junior Hockey League (SJHL) aktiv, ehe er in die höherklassige Western Canada Hockey League (WCHL) zu den Regina Pats wechselte. In der WCHL absolvierte Wappel in etwas mehr als drei Spielzeiten insgesamt 242 Partien, in denen er 120 Scorerpunkte sammelte. Am Ende seiner Juniorenkarriere wurde er im NHL Amateur Draft 1978 in der fünften Runde an 80. Position von den Atlanta Flames aus der National Hockey League (NHL) ausgewählt.
In seiner Rookiesaison bei den Profis kam der Abwehrspieler in den Farmteams der Atlanta Flames zu Einsätzen. Er spielte somit für die Tulsa Oilers in der Central Hockey League (CHL) und Muskegon Mohawks in der International Hockey League (IHL). Danach war der Kanadier zwei Spielzeiten lang für Atlantas neuen CHL-Kooperationspartner Birmingham Bulls im Einsatz und erhielt während dieser Zeit im Jahr 1980 die Bob Gassoff Trophy als am meisten verbesserter Defensivspieler. Im Verlauf der Saison 1979/80 und Stanley-Cup-Playoffs 1980 war Wappel zu jeweils zwei Einsätzen für die Atlanta Flames in der NHL gekommen. Bereits im Juni 1980 waren die Atlanta Flames jedoch in die kanadische Olympiastadt Calgary umgesiedelt worden, womit die Transferrechte des Abwehrspielers an die Calgary Flames übergegangen waren.
Auch in der neuen Heimat des Franchises gelang es dem Verteidiger jedoch nicht, sich in der NHL durchzusetzen. Er lief weiterhin für die Farmteams der Flames auf und kam so bis zu seinem Karriereende im Sommer 1983 zu Einsätzen für die Nova Scotia Voyageurs in der American Hockey League (AHL) sowie die Oklahoma City Stars und Colorado Flames in der CHL. Bis dahin hatte er lediglich weitere 18 NHL-Spiele für Calgary absolviert. 

## Erfolge und Auszeichnungen
- 1980 Bob Gassoff Trophy

## Karrierestatistik
(Legende zur Spielerstatistik: Sp oder GP = absolvierte Spiele; T oder G = erzielte Tore; V oder A = erzielte Assists; Pkt oder Pts = erzielte Scorerpunkte; SM oder PIM = erhaltene Strafminuten; +/− = Plus/Minus-Bilanz; PP = erzielte Überzahltore; SH = erzielte Unterzahltore; GW = erzielte Siegtore; 1 Play-downs/Relegation; Kursiv: Statistik nicht vollständig)